# El Ancer
El Ancer (în arabă العنصر) este o comună din provincia Jijel, Algeria.
Populația comunei este de 20.070 de locuitori (2008).